# Villarta
Villarta – gmina w Hiszpanii, w prowincji Cuenca, w Kastylii-La Mancha, o powierzchni 25,62 km². W 2011 roku gmina liczyła 955 mieszkańców.